# Етно кућа „Мајка Ангелина”
Етно кућа „Мајка Ангелина” у Гргуревцима је сеоско туристичко домаћинство са кућом која је сачувана у изворном стању и представља пример бројних кућа какве су се некада градиле по целом Срему. Добар део куће је сачуван у изворном стању као и подрумски простор и добар део намештаја. Домаћинство је ушло у мастер план Војводине као културно-историјско наслеђе, уврштено је у туристичку понуду и налази се на туристичкој карти Града Сремска Митровица.
Захваљујући Милки Петковић Бјелици, ћерки Ангелине и Илије, данас у етно кући се окупљају многобројни уметници, сликари, писци, спортисти, ђаци, наставници, учитељи, туристи и моги други. Одржавају се ликовне колоније, песнички сусрети, радионице за децу, гостовања спортиста, разних удружења, еколога, семинари и посете туриста из разних крајева света.

## Етно кухиња
У етно кухињи могу да се виде стари, очувани предмети и девојачка спрема (штафир) чији је највећи део мајка Гина је донела у мираз 1947. године, када се удала. Ту су очувани креденац, са посуђем аустро-угарског порекла и сталак за зимницу где се чувају домаћи производи ајвар, џемови и домаћи сокови. Од старог намештаја ту се налази и креветац за дете (киндербет), са зидним тепихом. Ту су такође ручно шивене завесе, пешкири и торбе, породични албум са сликама и машина за шивење стара преко 100 година.

## Етно спаваћа соба
У етно спаваћој соби се налазе кревет за родитеље, кревет за дете и колевка за бебу. Кревете краси постељина и јастуци ручне израде који су девојачки мираз. Зидови су украшени шарама које су аутентичне за сремске куће. Посетиоци овде могу да виде Свето писмо из 1871. године.

## Етно галерија
Етно галерија куће је смештена у некадашњој штали у којој су се чували коњи, краве и телад. Зидови просторије су украшени многобројниим уметничким делима сликара који су били гости Етно куће. Галерија својом разноликошћу и пријатним амбијентом привлачи многе посетиоце тако да се данас ту одржавају бројне седнице удружења, састанци и семинари. Овде су такође изложени сувенири као и ручни радови уметника. Амбијент ове просторије красе и гнезда ласта на плафону.

## Деда Илијино парче раја
Деда Илијино парче раја је подрум, стар век и по. Деда Илија је био власник и виноградар и у подруму се налазе његова бурад. Поседовао је винограде са преко пет хиљада чокота грожђа. Подрум се зове по њему јер је он био његов омиљени кутак куће у ком је проводио највише времена.

## Етно двориште
Етно двориште са својим руралним амбијентом чији централни део красе дуд и крушка караванка, век и по стара, од које се прави џем. Зеленило дворишта употпуњују винова лоза и дуње, бунар дубине 26 метара, изргађен 1959. године, који је још у функцији. Поред бунара налази се фонтана у коју деца воле да убацују новчиће и замишљају жеље.
У економском делу дворишта налази се амбар, са настрешницом у којем се складиштио кукуруз, а данас се користи као простор за одмор. У оквиру дворишта налази се и свињац са валовима. Ту су и стари алати као што су ручни круњач кукуруза, јарам, плуг.